# Alexarchos de Macédoine
Alexarchos de Macédoine (en grec ancien : Ἀλέξαρχος) était un érudit et officier macédonien de l'Antiquité, fils d'Antipater et frère de Cassandre. Il a vécu entre 350 et 290 avant notre ère. Il est mentionné comme le fondateur d'une ville utopique appelée Uranopolis, en Chalcidique. Il y aurait introduit ici un certain nombre de néologismes qui, bien que très expressifs, semblent avoir été considérés comme argotiques ou pédants.

## Sources antiques
Athénée de Naucratis, dans les Les Deipnosophistes, nous le présente ainsi :
Tel fut aussi Alexarque (frère de Cassandre, roi de Macédoine), fondateur d'Uranopolis : Héraclide Lembus en parle dans le trente-septième livre de son histoire : Alexarque, dit-il, fondateur d'Uranopolis, introduisit des expressions particulières; il appelait un coq, orthroboas (Celui qui crie de grand matin, ndt), un barbier, brotocertes (Brotokertees, tondeur d'hommes, ndt), une dragme, argyris ; un chœnix était pour lui un hémérotrophis (mesure de 20 à 22 onces. Il l’appelait heemerotrophis, parce que c'était la mesure de farine que chacun pouvait consommer par jour, ndt) ; un crieur, un apyte (D’apyoo, je crie, j'appelle., ndt). Il écrivit un jour en ces termes aux magistrats de Cassandrie :
« Alexarque Marraon aux primipiles, salut :
Je vous regarde comme les enfants du soleil ; je sais qui a abandonné ceux qui avaient fait des actions dignes des dieux, et qui ont péri par un sort fatal, tiré des urnes de la divinité, tant pour eux que pour les gardes nés dans les montagnes. »
Je crois que la Pythie même ne pourrait nous expliquer le sens de cette lettre. »

## Analyse
Jean Baptiste Lefebvre de Villebrune, dans sa traduction du passage d'Athénée de Naucratis cité plus haut, explique dans une note qu'il se contente de rendre exactement le ridicule de cette lettre. Primipile désigne notamment des soldats armés d'un pil ou gros bâton garni d'un fer aigu, parfois entièrement en fer.

## Sources modernes
- Cet article intègre du contenu d'une publication du domaine public : (en) « Alexarchus (1) », dans Dictionary of Greek and Roman Biography and Mythology, 1870, p. 128